# Riff Regan
Riff Regan (* 11. května 1975 Monterey, Kalifornie) je bývalá americká herečka.
Na začátku 90. let měla epizodní role např. v seriálech Roseanne, Kvítko či Fantastic Four, zároveň v letech 1991–1996 v seriálu Sisters. Ve zkušebním pilotním díle seriálu Buffy, přemožitelka upírů (1996) ztvárnila postavu Willow, do seriálu však obsazena nebyla. V dalších letech se objevila např. v seriálech Doktorka Quinnová, Doktoři z L. A. nebo ve filmu Just Friends.
Svoji hereckou kariéru ukončila v roce 2003, pracovala v neziskových organizacích na podporu boje proti AIDS